# أندرويد بي
أندرويد بي (بالإنجليزية: Android Pie)‏ هي النسخة الرئيسية التاسعة من نظام التشغيل أندرويد. أعلنت عنه جوجل لأول مرة في 7 مارس 2018، مع إطلاق أول نسخة للمطورين في نفس اليوم. وبعدها تم إصدار النسخة التجريبية الثانية في 8 مايو 2018. وتم إصدار النسخة التجريبية الثالثة، المسماة بيتا 2، في 6 يونيو 2018. تم إصدار النسخة الرسمية منه في 6 أغسطس 2018.
اعتبارًا من سبتمبر 2019، هناك ما يقارب 27.77٪ من أجهزة أندرويد تعمل على نظام أندرويد بي، مما يجعلها أكثر إصدارات أندرويد شعبية.

## المزايا
- واجهة مستخدم جديدة لقائمة الإعدادات السريعة.[7]
- نقلت الساعة إلى يسار شريط الإشعارات.[8]
- تمت إضافة زر «لقطة شاشة» إلى خيارات الطاقة.[9]
- إعادة تصميم مربع التمرير.
- يؤدي وضع الهاتف على وجهه لأسفل إلى تجاهل الإشعارات، مع السماح للطوارئ بالمرور.[10]
- واجهة نظام جديدة مبنية على إيماءة، مشابهة لتلك الموجودة على جهاز iPhone X.[11] ولكن مع بعض الأختلافات.

## أقرأ أيضاً
- تاريخ نسخ أندرويد
- أندرويد جو